# Entroido de Viana del Bollo

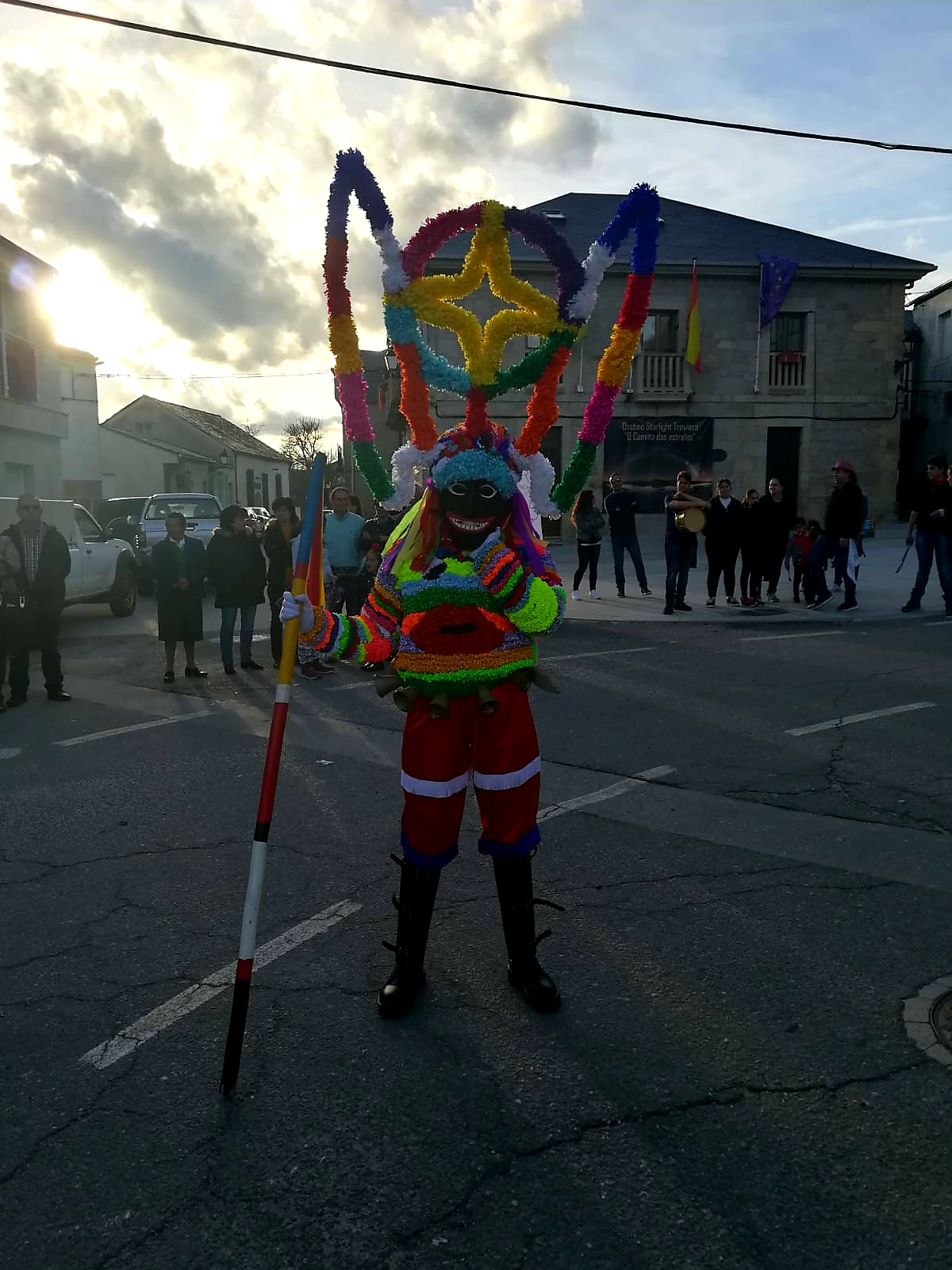
Boteiro del entroido de Viana del Bollo.

El entroido de Viana del Bollo es una celebración de origen popular durante el carnaval, que tiene lugar en localidad española de Viana del Bollo en la provincia de Orense.Es el más antiguo y con más tradición de la zona y ha sido declarado Fiesta de Interés Turístico de Galicia.

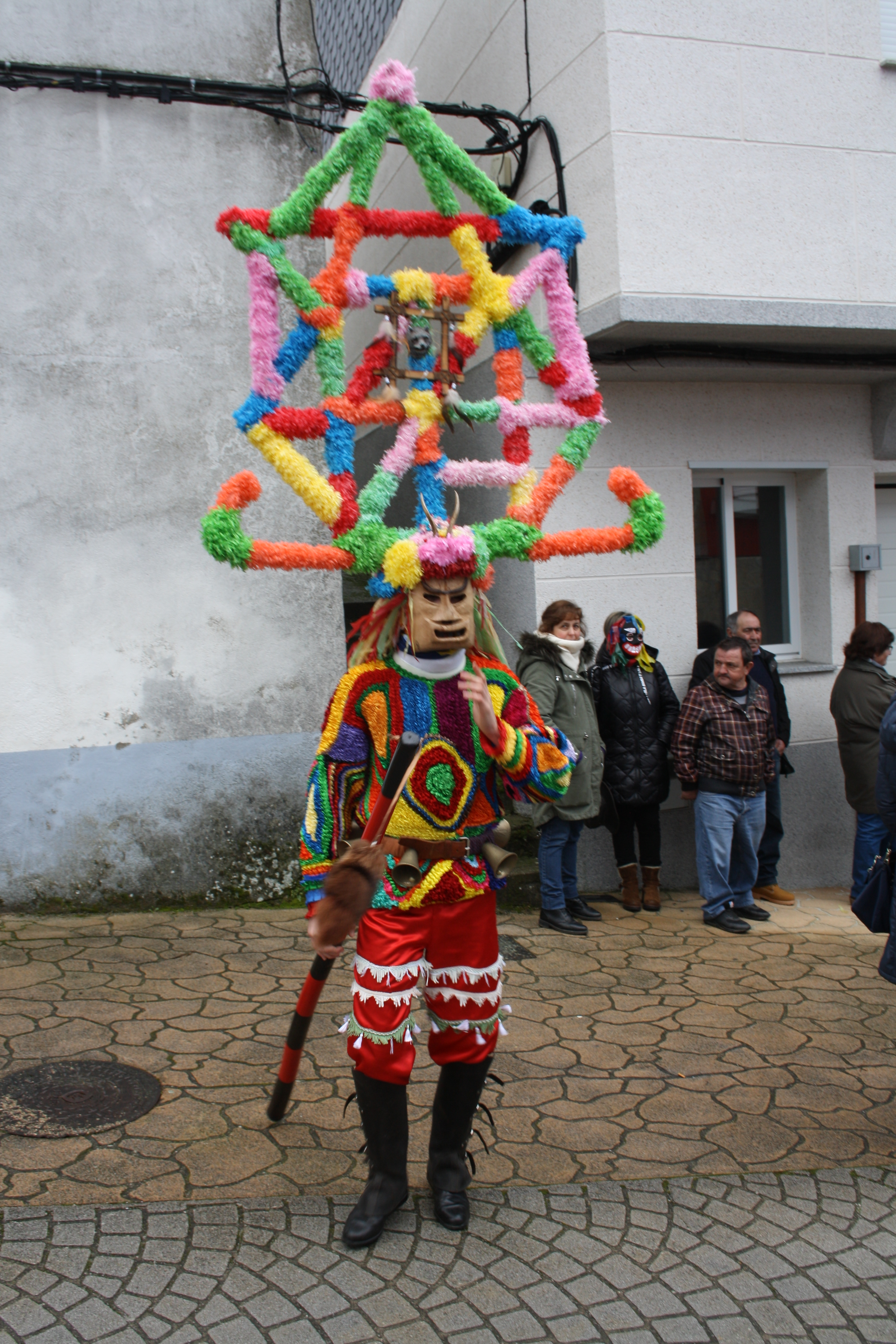
Boteiro

## Historia
Debido a la escasez de documentación escrita, los orígenes de esta celebración se desconocen y solo permiten saber de su existencia desde los comienzos del siglo XX, no obstante, hay varias teorías, una de ellas considera que proviene de la época prerromana, en la que se celebraban en estas fechas ritos vinculados a la agricultura y a la ganadería.

## Calendario
- Jueves de Compadres:[5] marca el inicio del carnaval, empiezan las fariñadas en la que solo los hombres pueden lanzar harina a las mujeres. Por la noche hay una gran fiesta y una cena solo de varones. El muñeco del Lardeiro también está situado junto al «Pilono» de la Plaza Mayor.
- Jueves de Comadres: tres días antes del Domingo de Carnaval, las mujeres son las únicas que pueden arrojar harina a los hombres. También hay una cena solo de mujeres y un gran folión. La muñeca de la Lardeira está situada al lado del Lardeiro.
- Sábado de Entroido (Sábado de Carnaval): durante la tarde y noche previa al gran Domingo Gordo, la Plaza Mayor se llena de participantes, bandas de música y disfraces.
- Domingo Gordo: un pasacalles liderado por la banda de gaitas del ayuntamiento recuerda a los lugareños que comienza el gran día del carnaval. A las 12 del mediodía tiene lugar el gran desfile de carrozas, comparsas y folións. A continuación se realiza un gran almuerzo para todos los miembros de los pueblos que participaron en el desfile, donde el plato central es la androlla.[6]
- Carnaval Infantil: el lunes después del gran Domingo de Carnaval es un día reservado a los niños, que salen por las calles de la localidad representando su propio carnaval. Finalizarán en la Plaza Mayor con una gran chocolatada.
- Martes de Entroido (Martes de Carnaval): a primera hora del día, hay gaiteros y bandas de música anunciando la festividad. Por la tarde en la Plaza Mayor y por las calles de Viana, tiene lugar una gran «batalla de harina», la cual se lleva en tractores. A medianoche se produce el punto final del carnaval, la «Quema de los Lardeiros»  y comienza la fiesta y el concurso de disfraces, que otorga premios económicos.
- Miércoles de Ceniza: se celebra el entierro de la sardina, que se acompaña de una procesión vestida con velo negro hasta llegar al Cabo da Vila, donde todos los participantes cenan juntos sardinas asadas, vino y torrijas.

## El folión

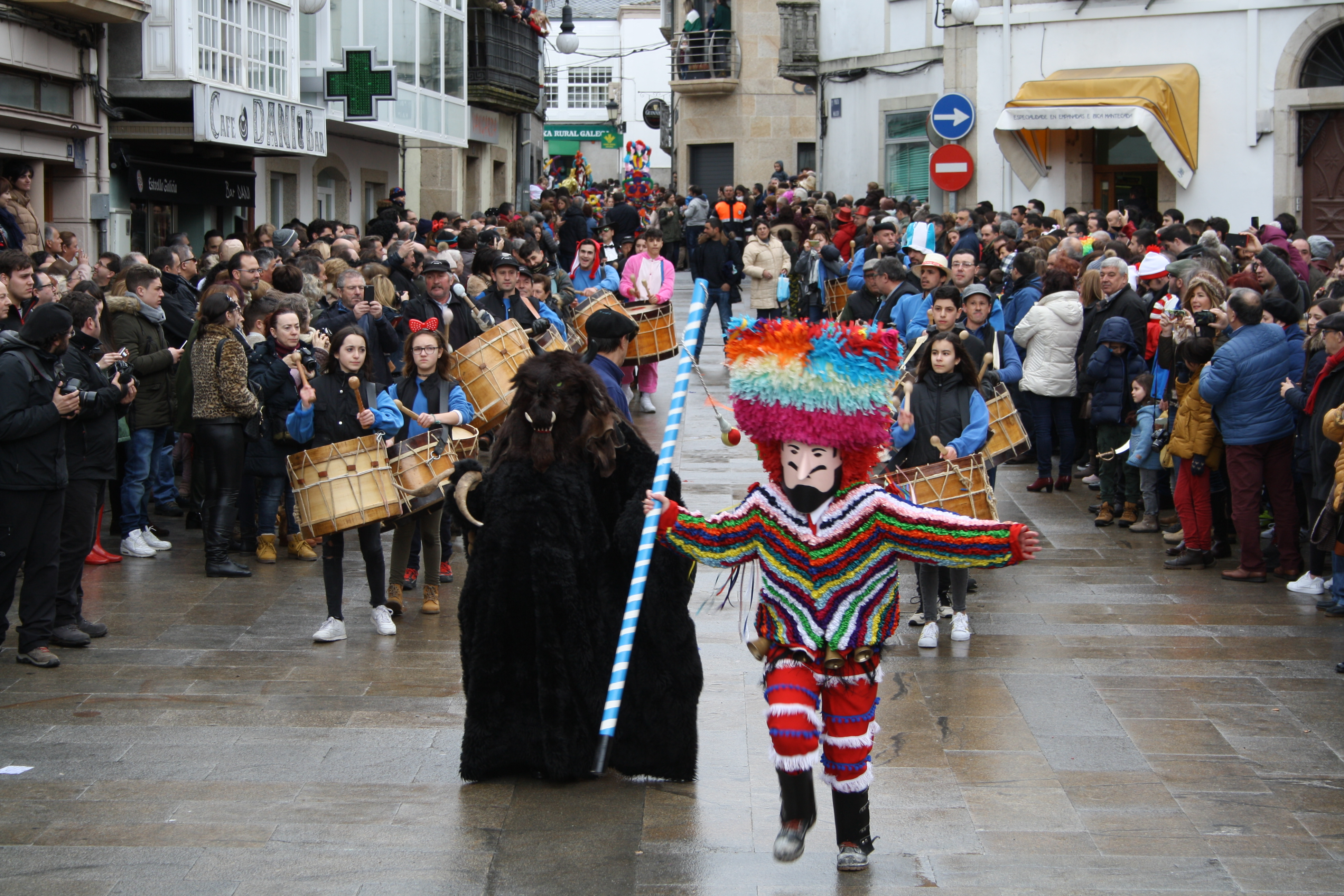
250mpx

El folión es un grupo de personas que desfilan con tambores y azadas (o en algunos casos sierras y ollas), que dan sonido a los diferentes festejos del municipio que recorren las calles. Con su ritmo marcan el paso del desfile, ahuyentando a meigas (brujas) y meigallos (hechizos) e iniciando la fiesta.

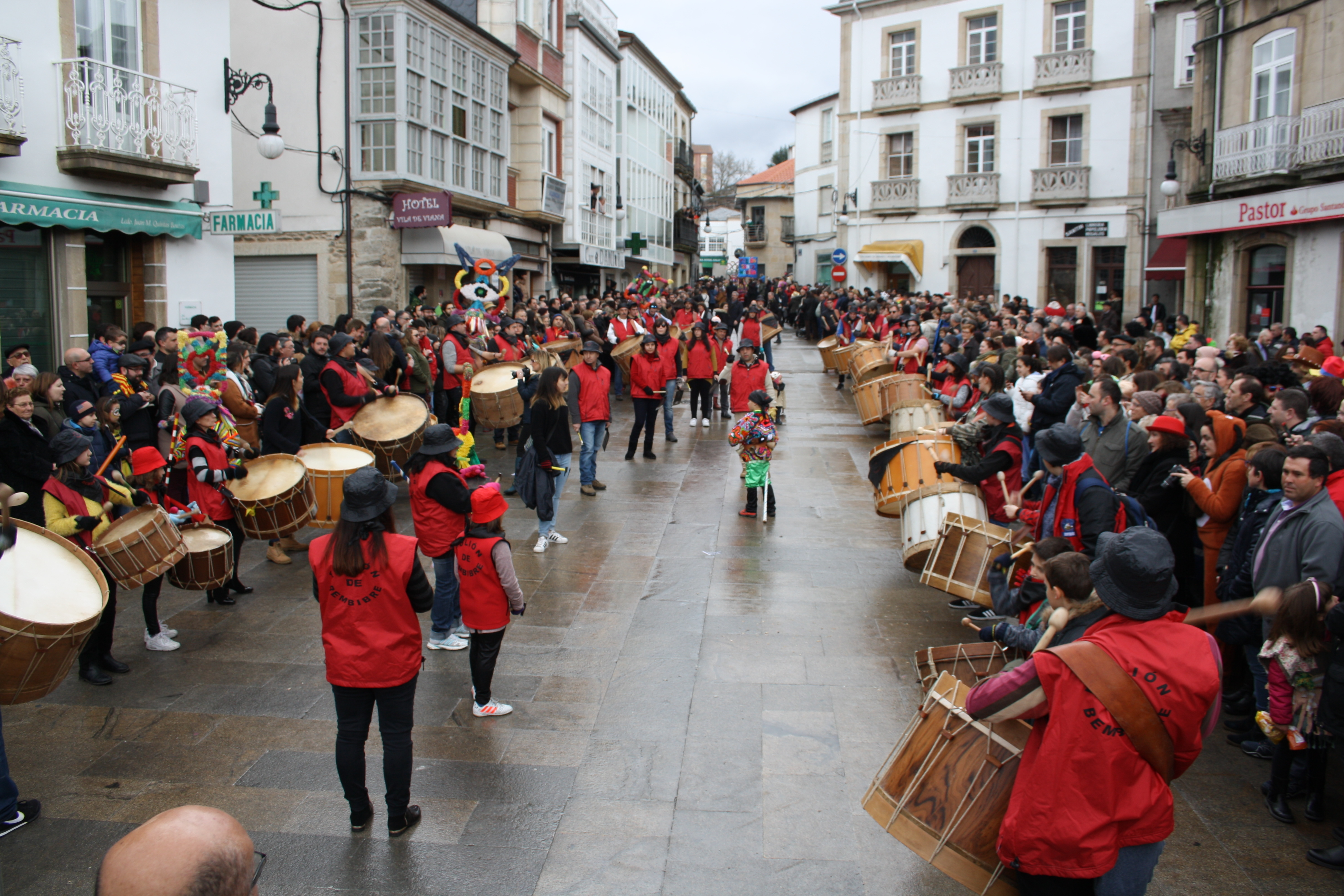
Desfile por las calles

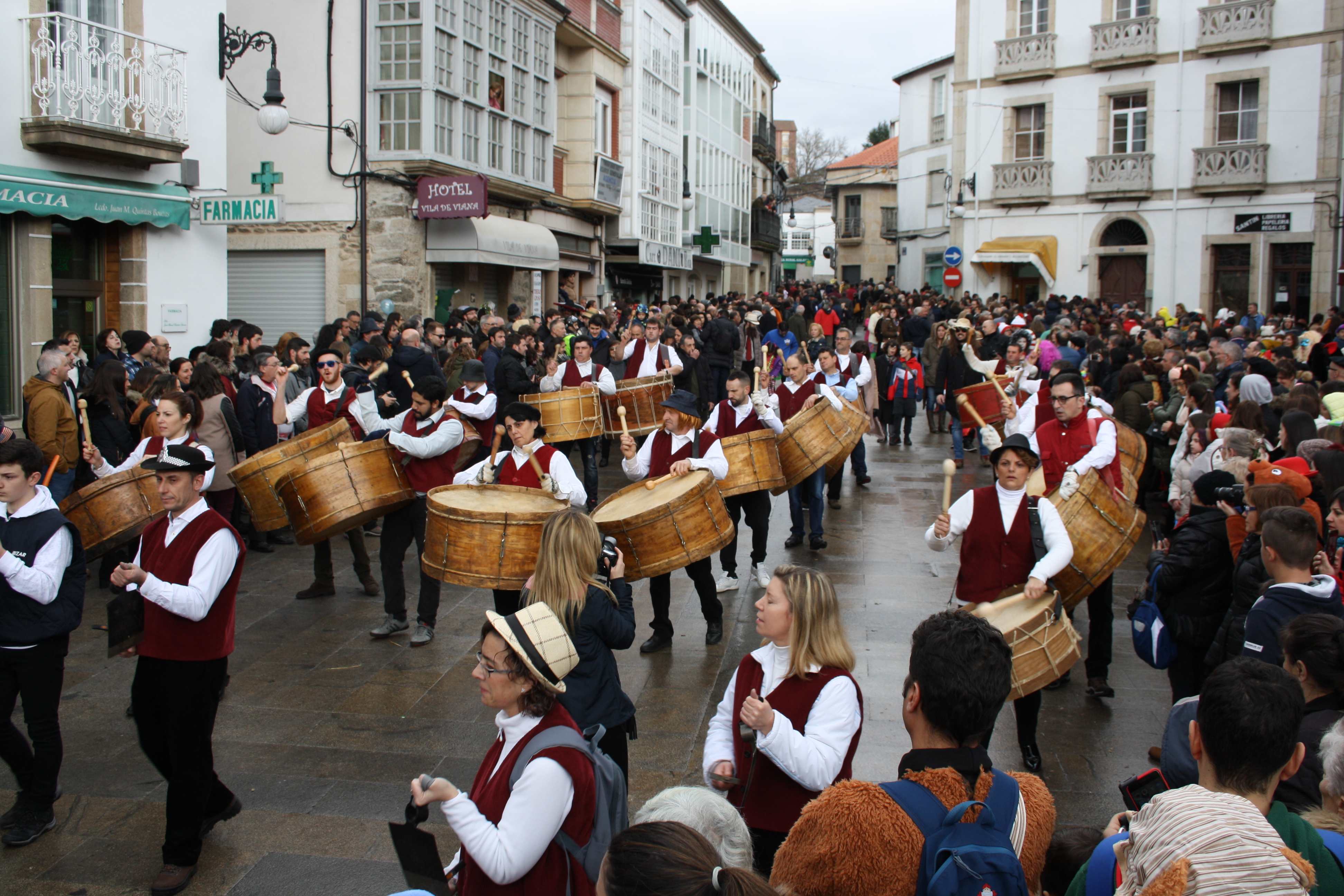
Folións

## Personajes típicos

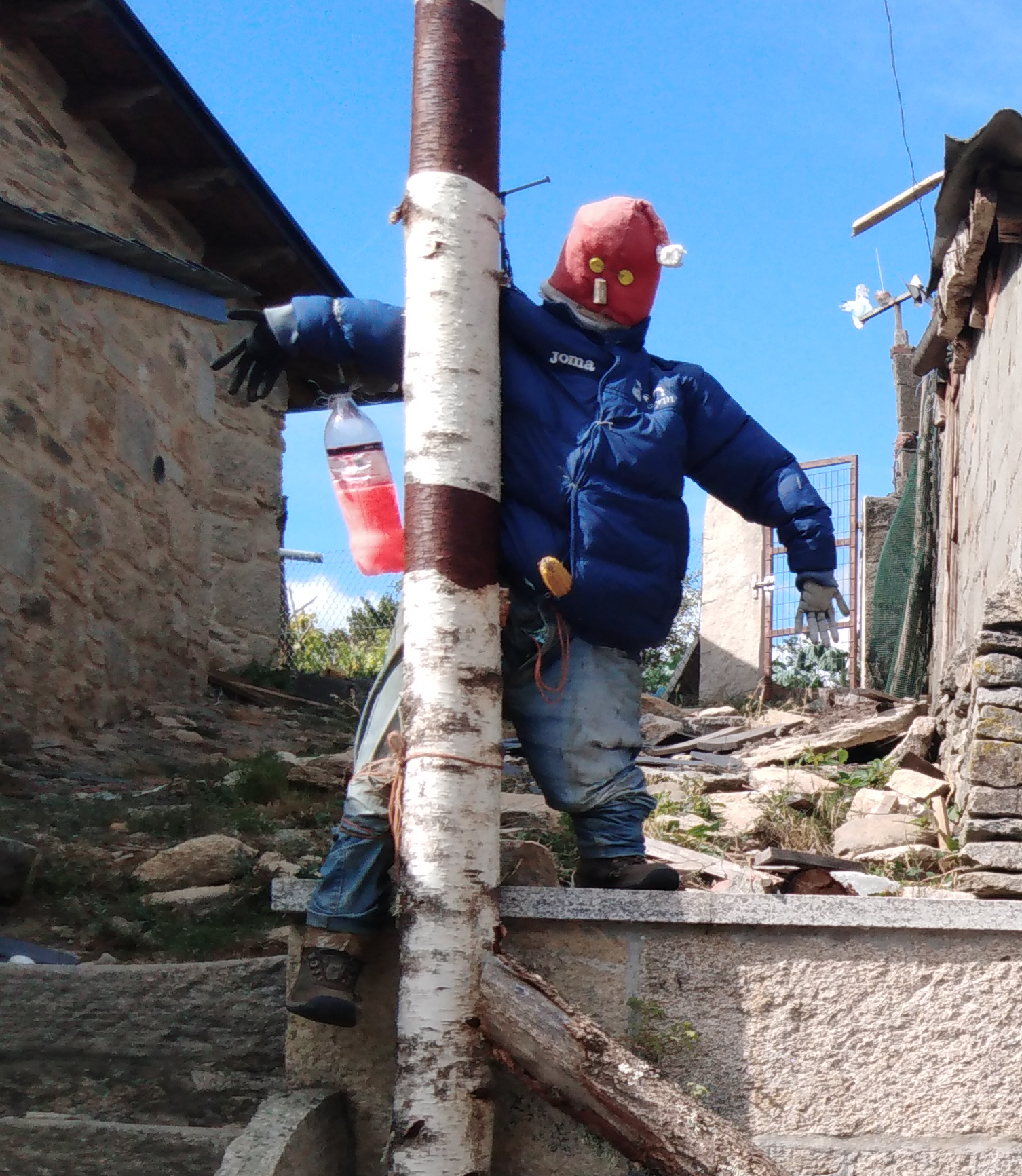
Lardeiro, en este caso de Tameirón, en el municipio de La Gudiña.

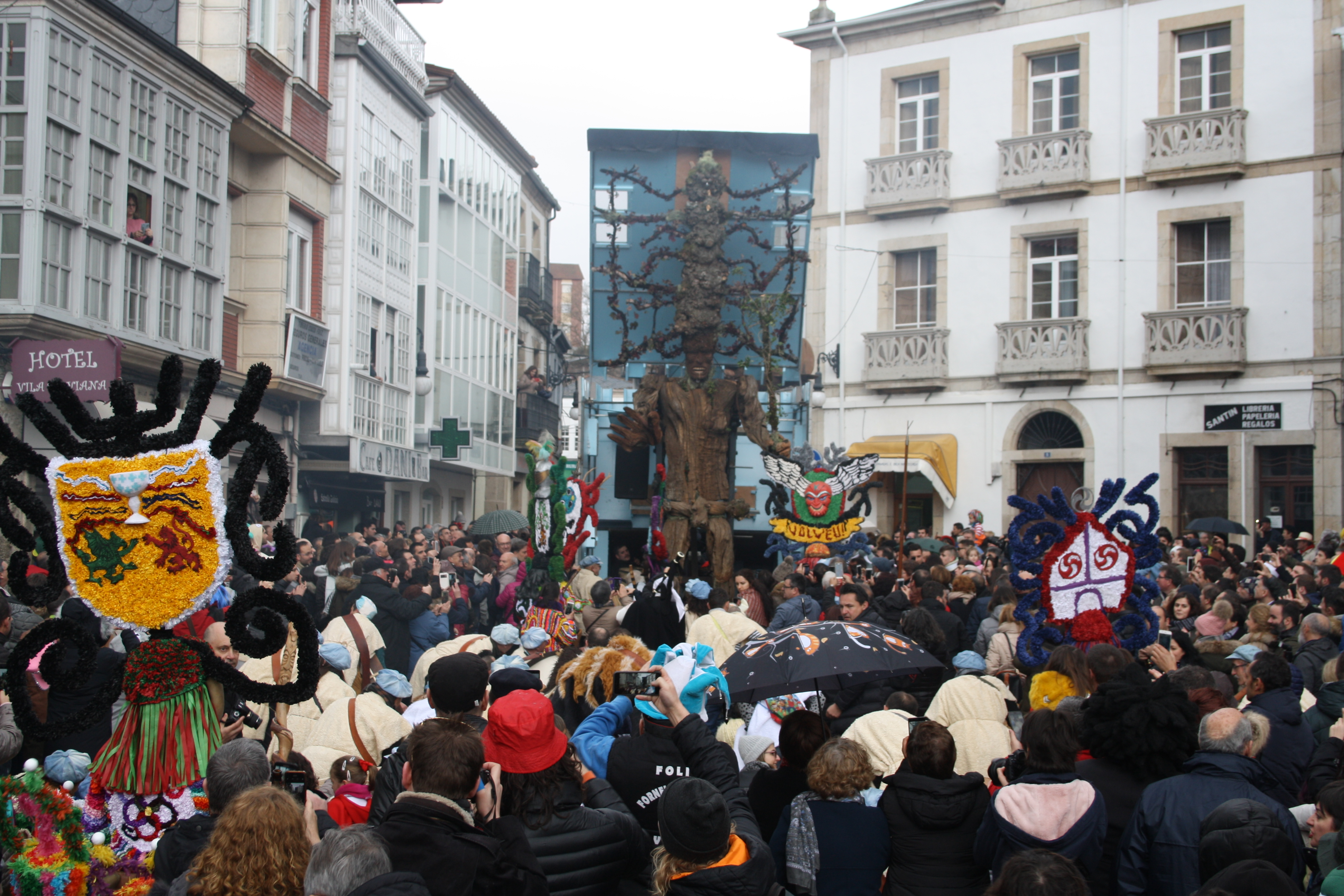
Desfile

- La mula y el maragato: la mula está hecha de tela con dos personas debajo que son quienes la conducen por las calles del pueblo mientras que es el maragat, que  lleva una máscara hecha de madera con unos grandes ojos y boca, quien la guía.
- La comparsa: formada por músicos que generalmente tocan percusión, metales y gaitas, liderados por el director, acompañados de dos boteiros y dos personajes llamados «Payaso» y «Señorita» (generalmente un hombre que se disfraza de dama).
- Los lardeiros (la comadre y la comprade): son dos muñecos hechos de paja y ropa robada a los hombres y mujeres del pueblo. El jueves de compadres, son las mujeres las que visten el lardeiro y el jueves de comadres, al revés.
- El boteiro: se puede decir que es el personaje más importante, particular y singular del carnaval. Es la figura que acompaña a los folións durante todos los días de carnaval, mientras los folións tocan, ellos hacen sonar las esquilas que llevan alrededor de sus cinturas. El boteiro lleva una gran pantalla (máscara tradicional) hecha de papel de seda y una careta de madera con una cara muy peculiar. Puede pesar hasta 20 kilogramos. También llevan una camisa hecha con un montón de cintas de distintos colores, los garabatos sujetos por un cinturón de cuero, pantalones con una tela de un solo color y rematados con borlas de colores, calcetines desde el tobillo hasta la rodilla (estas piezas ajustan el pantalón a la pierna), botas negras y una «monca» (vara de madera), con la que mantiene a raya al público y que le ayuda en sus «chimpos» (brincos),[8] que también utiliza para allanar el camino para el desfile del folión.[9]